# P2RY4
No campo da biologia molecular, P2RY4 é uma proteína que pertence ao grupo dos receptores P2Y e que, em seres humanos, é codificada pelo gene P2RY4.

## Leitura de apoio
- Nguyen T, Erb L, Weisman GA;  et al. (1996). «Cloning, expression, and chromosomal localization of the human uridine nucleotide receptor gene.». J. Biol. Chem. 270 (52): 30845–8. PMID 8537335. doi:10.1074/jbc.270.52.30845
- Stam NJ, Klomp J, Van de Heuvel N, Olijve W (1996). «Molecular cloning and characterization of a novel orphan receptor (P2P) expressed in human pancreas that shows high structural homology to the P2U purinoceptor.». FEBS Lett. 384 (3): 260–4. PMID 8617367. doi:10.1016/0014-5793(96)00321-3
- Nicholas RA, Watt WC, Lazarowski ER;  et al. (1996). «Uridine nucleotide selectivity of three phospholipase C-activating P2 receptors: identification of a UDP-selective, a UTP-selective, and an ATP- and UTP-specific receptor.». Mol. Pharmacol. 50 (2): 224–9. PMID 8700127
- Maier R, Glatz A, Mosbacher J, Bilbe G (1997). «Cloning of P2Y6 cDNAs and identification of a pseudogene: comparison of P2Y receptor subtype expression in bone and brain tissues.». Biochem. Biophys. Res. Commun. 237 (2): 297–302. PMID 9268704. doi:10.1006/bbrc.1997.7135
- Jin J, Dasari VR, Sistare FD, Kunapuli SP (1998). «Distribution of P2Y receptor subtypes on haematopoietic cells.». Br. J. Pharmacol. 123 (5): 789–94. PMC 1565225. PMID 9535005. doi:10.1038/sj.bjp.0701665
- Brinson AE, Harden TK (2001). «Differential regulation of the uridine nucleotide-activated P2Y4 and P2Y6 receptors. SER-333 and SER-334 in the carboxyl terminus are involved in agonist-dependent phosphorylation desensitization and internalization of the P2Y4 receptor.». J. Biol. Chem. 276 (15): 11939–48. PMID 11114308. doi:10.1074/jbc.M009909200
- Suarez-Huerta N, Pouillon V, Boeynaems J, Robaye B (2001). «Molecular cloning and characterization of the mouse P2Y4 nucleotide receptor.». Eur. J. Pharmacol. 416 (3): 197–202. PMID 11290369. doi:10.1016/S0014-2999(01)00875-5
- Moore DJ, Chambers JK, Wahlin JP;  et al. (2001). «Expression pattern of human P2Y receptor subtypes: a quantitative reverse transcription-polymerase chain reaction study.». Biochim. Biophys. Acta. 1521 (1-3): 107–19. PMID 11690642
- Idzko M, Dichmann S, Ferrari D;  et al. (2002). «Nucleotides induce chemotaxis and actin polymerization in immature but not mature human dendritic cells via activation of pertussis toxin-sensitive P2y receptors.». Blood. 100 (3): 925–32. PMID 12130504. doi:10.1182/blood.V100.3.925
- Strausberg RL, Feingold EA, Grouse LH;  et al. (2003). «Generation and initial analysis of more than 15,000 full-length human and mouse cDNA sequences.». Proc. Natl. Acad. Sci. U.S.A. 99 (26): 16899–903. PMC 139241. PMID 12477932. doi:10.1073/pnas.242603899
- Burrell HE, Bowler WB, Gallagher JA, Sharpe GR (2003). «Human keratinocytes express multiple P2Y-receptors: evidence for functional P2Y1, P2Y2, and P2Y4 receptors.». J. Invest. Dermatol. 120 (3): 440–7. PMID 12603858. doi:10.1046/j.1523-1747.2003.12050.x
- Kim SG, Soltysiak KA, Gao ZG;  et al. (2003). «Tumor necrosis factor alpha-induced apoptosis in astrocytes is prevented by the activation of P2Y6, but not P2Y4 nucleotide receptors.». Biochem. Pharmacol. 65 (6): 923–31. PMID 12623123. doi:10.1016/S0006-2952(02)01614-3
- Herold CL, Qi AD, Harden TK, Nicholas RA (2004). «Agonist versus antagonist action of ATP at the P2Y4 receptor is determined by the second extracellular loop.». J. Biol. Chem. 279 (12): 11456–64. PMC 1821344. PMID 14670966. doi:10.1074/jbc.M301734200
- Gerhard DS, Wagner L, Feingold EA;  et al. (2004). «The status, quality, and expansion of the NIH full-length cDNA project: the Mammalian Gene Collection (MGC).». Genome Res. 14 (10B): 2121–7. PMC 528928. PMID 15489334. doi:10.1101/gr.2596504
- Cavaliere F, Nestola V, Amadio S;  et al. (2005). «The metabotropic P2Y4 receptor participates in the commitment to differentiation and cell death of human neuroblastoma SH-SY5Y cells.». Neurobiol. Dis. 18 (1): 100–9. PMID 15649700. doi:10.1016/j.nbd.2004.09.001
- Ross MT, Grafham DV, Coffey AJ;  et al. (2005). «The DNA sequence of the human X chromosome.». Nature. 434 (7031): 325–37. PMC 2665286. PMID 15772651. doi:10.1038/nature03440